# 방콕만

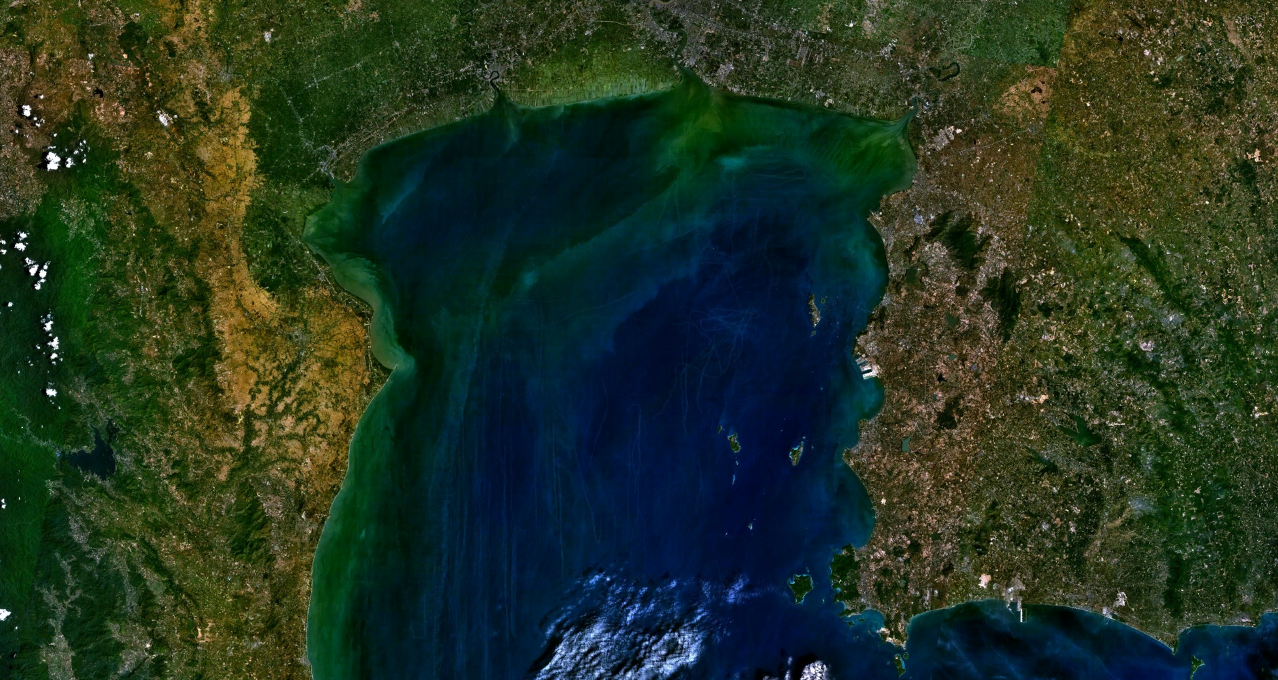
방콕만

방콕만(Bay of Bangkok)은 타이만 북단의 일부로 대략 서쪽으로 후아힌부터 동쪽으로 사따힙까지 뻗어있다. 타이 중부의 주요 강인 짜오프라야강과 그 분류인 타찐강, 매끌롱강, 방빠꽁강이 모두 만으로 흘러 든다.